# Vulpia alopecuros
Vulpia alopecuros é uma espécie de planta com flor pertencente à família Poaceae. 
A autoridade científica da espécie é (Schousb.) Dumort., tendo sido publicada em Observations sur les Graminées de la Flore Belgique 100. 1824.

## Portugal
Trata-se de uma espécie presente no território português, nomeadamente os seguintes táxones infraespecíficos:
- Vulpia alopecuros subsp. alopecuros - presente em Portugal Continental. Em termos de naturalidade é nativa da região atrás referida. Não se encontra protegida por legislação portuguesa ou da Comunidade Europeia.